# Conni Klawitter
Conni é a personagem principal da série de livros infantojuvenis Meine Freundin Conni, Conni & Co e Conni15, da editora Carlsen Verlags, os quais estão disponíveis como livros, além de terem sido adaptados para a TV e peças radiofônicas; Meine Freundin Conni, para o público infantil, e Conni & Co, foram filmados.

## História
A primeira aparição de Conni foi em 1992, no livro infantil Conni kommt in den Kindergarten (Conni vai para o jardim de infância). Atualmente, mais de 100 histórias foram publicadas, fazendo parte da coleção de Pixi-Bücher. Muitas dessas histórias foram best-sellers nas seções de livros ilustrados e de infanto-juvenis, como, por exemplo, Conni kommt in die Schule (Conni vai à escola), que ficou no segundo lugar na seção de livros ilustrados, em fevereiro de 2007. Já na seção de livros infantis, em maio de 2005, Conni rettet Oma (Conni resgata a vovó) conseguiu o 1º lugar, e em novembro de 2004, Conni und der verschwundene Hund (Conni e o cachorro desaparecido) esteve no topo da lista de vendas.
As histórias possuem como temática principal a vida de Conni Klawitter, uma menina cuja família apresenta um modelo tradicional. A protagonista vivencia coisas comuns do cotidiano infantil, como mudanças, o primeiro dia no jardim de infância e na escola. Além disso, o fato das histórias serem de temáticas comumente vivenciadas pelas crianças pequenas faz com que elas se identifiquem facilmente com esse universo.
A autora, Liane Schneider, se inspirou na própria filha, chamada Cornelia, quando inventou Conni, e quem desenvolveu o desenho dela foi a ilustradora Eva Wenzel-Bürger. Já alguns outros livros foram ilustrados por Annette Steinhauer.
Conni é loira, geralmente usa um laço vermelho no cabelo, um macacão azul e camiseta com listras brancas e vermelhas e meias listradas. Ela tem um gato, chamado Kater Mau, desde o episódio Conni bekommt eine Katze (Conni ganha um gato).
Devido ao sucesso atribuido à personagem, a editora decidiu publicar não somente as histórias de Conni no jardim de infância e nos primeiros anos escolares, como também deixar com que ela crescesse concomitantemente aos pequenos leitores. Por isso, existe, desde 2002, a Conni - Erzählbände, para crianças a partir de 7 anos de idade. Julia Boehme é a autora dos Erzählbände, uma coleção facilitada para crianças que estão no início da alfabetização, ilustrados por Herdis Albrecht. Em 2005, é iniciada a publicação do terceiro volume, agora Conni & Co, para o público acima de 10 anos. Após publicados os primeiros volumes de Julia Boehme, a coleção passou a ser escrita por Dagmar Hoßfeld, a qual reúne 17 volumes, ilustrados por Dorothea Tust.
Desde 2013, a série adolescente, Conni15, de Dagmar Hoßfeld, é publicada pela editora Carlsen. Nessa série, a protagonista encontra-se com 15 anos de idade. Atualmente, são cinco volumes: Mein Leben, die Liebe und der ganze Rest (Minha vida, o amor e tudo mais) (2013), Mein Sommer fast ohne Jungs (Meu verão quase que sem meninos) (2014), Meine beste Freundin, der Catwalk und ich (Minha melhor amiga, a passarela e eu) (2016), Mein Freund, der Eiffelturm und ich (Meu namorado, a torre Eiffel e eu) (2017), e Meine Freundinnen, der Rockstar und ich (Minhas amigas, o roqueiro e eu) (2019).
Muitas histórias também foram publicadas como peças radiofônicas e séries de desenhos infantis, além de existirem livros de atividades, livro com canções, livro de adesivos e jogos.
Em 27 de março de 2011, Conni estreou no teatro de bonecas, Wodo Puppenspiel, em  Ringlokschuppen Mülheim, com o título Conni Kommt (Conni está vindo). É chegada, então, Meine Freundin Conni e Conni & Co às telas do cinema.
Schneider reescreve, desde 2017, a série original Conni, junto à atual ilustradora Janina Görissen. Algumas histórias tem como público-alvo as crianças de dois anos de idade. Conni kommt in den Kindergarten (Conni vai para o jardim de infância), tendo sido reescrita. A continuação de Conni - O Musical esteve em turnê a partir do outono europeu de 2017.

## Recepção
Em julho de 2020, Die Welt - jornal alemão de alta circulação - criticou que a vida da família de Conni não "representa, especialmente, a sociedade alemã e seus problemas": "seus pais estão sempre bem humorados e são casados, a mãe é médica, mas não trabalha para poder cuidar da família. Os  Klawitters moram em casa própria, além de poderem custear férias e muitos passatempos às crianças. Além disso, somente às vezes aparecem personagens que representam os descendentes de imigrantes (Migrationshintergrund) na pequena cidade." Já o Die Zeit - jornal semanal alemão - resumiu a recepção de Conni, em dezembro de 2021, com a seguinte frase: "as crianças amam a Conni. Os pais a odeiam". Enquanto as crianças apreciam o positivo mundo de Conni na série, os adultos, geralmente, se deparam com "uma linguagem simples, recheada de clichês (...)". Em julho de 2022, o episódio Eier aus Stahl Kids foi discutido em ZDF Magazins Royale - programa jornalístico -, o qual foi muito criticado, pois, no episódio, a Conni pôde fazer de tudo e não soube lidar com críticas. O clássico papel social também foi criticado, visto que praticamente apenas a mãe cuida da família, enquanto o pai tem o papel de patriarca, estando ausente na maioria das vezes. Além disso, a cena em que Conni esboçou felicidade ao ver a sua melhor amiga cair de bicicleta também teve repercussão negativa.